# Имеретинские озёра
Имеретинские озёра — группа высокогорных альпийских озёр в Урупском районе Карачаево-Черкесии.
В группу входят:
- Большое Имеретинское озеро[2],
- озеро Буша,
- озеро Поднебесное,
- озеро Тихое[3],
- озеро Проточное[3],
- озеро Тёплое,
- озеро Гуманоидов,
- озеро Забвения,
- озеро Импактное,
- озеро Географов,
- озеро Ривьера.

Большое Имеретинское озеро — самое крупное озеро узла, занимает площадь 190 000 м². Второе название — Озеро Безмолвия — ему дала сотрудник Кавказского заповедника К. Ю. Голгофская за ту тишину, которая царит в озерном цирке после шумного и говорливого потока реки Имеретинки, вдоль русла которой ведет тропа к озеру.
Озеро Буша названо в честь Н. А. Буша — известного ботаника, изучавшего флору и ледники Кавказа в начале XX в. Это самое глубокое озеро всего Имеретинского горного узла — 24 м, вода имеем голубой цвет. Оно лежит на 2800 м н.у.м. Название озеру было дано Ю. В. Ефремовым в 1993 году в рамках экспедиции «Транскавказ-93», когда его экспедиционный отряд посетил и исследовал озерные цирки реки Имеретинки. Изначально озеро и ближайшая вершина были названы в честь Джорджа Буша, но в 2008 году вышла в свет книга-фотоальбом «Кубань с высоты», в которой Ефремов переименовал озеро в честь Николая Адольфовича Буша.

## История
На дореволюционных картах верховья реки Имеретинки нанесены неверно, а такое крупное озеро как Большое Имеретинское и вовсе отсутствует. Практически никаких автохтонных названий озёр не сохранилось.
В 1963 была организована экспедиция по изучению природной достопримечательности. Тогда Большое Имеретинское озеро получило свое официальное название, и было открыто и описано целое ожерелье озёр, лежащих в многоярусных карах вокруг Большого Имеретинского озера.
В 1993 в ходе экспедиции Ю. В. Ефремова дал названия большинству озёр узла. Некоторые из них прижилось, другие нет, иногда путешественники, не зная о существующих названиях, стали давать свои. Поэтому топонимика Имеретинского горного узла довольно запутанная, и некоторые озера и перевалы (и даже вершины) имеют по два имени.
В 1999 Ефремов Ю. В. провел экспедицию по изучению водоемов верховья реки Светлая. В результате ещё три озера нанесли на карты и дали им имена — Гуманоидов, Забвения и Импактное.